# 아방가르드 메탈

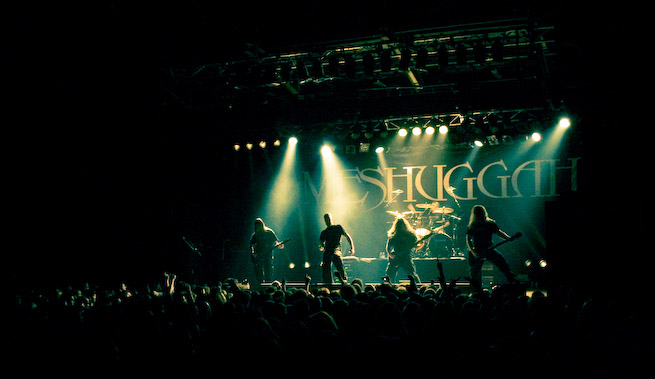
오스트레일리아 멜버른의 메슈가. 2008년.

아방가르드 메탈(avant-garde metal, experimental metal)은 실험과 혁신, 아방가르드적 요소를 사용하는 것으로 정의되는 헤비 메탈의 하위 장르이다. 아방가르드 메탈은 프로그레시브 록, 익스트림 메탈, 특히 데스 메탈에 영향을 받았으며 프로그레시브 메탈과 밀접한 관련이 있다. 미국의 로스앤젤레스, 샌프란시스코 베이 에어리어, 보스턴, 시애틀, 노르웨이의 오슬로, 일본의 도쿄 등에서 볼 수 있다.